# Фредеріку-Вестфален (мікрорегіон)
27°21′32″ пд. ш. 53°23′38″ зх. д. / 27.358888888889° пд. ш. 53.393888888889° зх. д.
Фредеріку-Вестфален (порт. Frederico Westphalen) — мікрорегіон в південній частині Бразилії, розташований у штаті Ріу-Гранді-ду-Сул. Входить до складу мезорегіону Нороесте-Ріу-Гранденсе.

## Географія
Мікрорегіон займає площу близько 7 738,269 км² та межує з іншими мікрорегіонами штату. Основні річки, що протікають через регіон, є важливими джерелами водопостачання та використовуються для сільського господарства і гідроелектроенергії.

## Населення
Згідно з останніми даними, населення мікрорегіону складає приблизно 210 000 осіб. Основна частина жителів зосереджена у міських центрах, таких як Фредеріку-Вестфален, який є адміністративним центром регіону.

## Економіка
Основу економіки регіону складає сільське господарство, зокрема вирощування сої, кукурудзи та тваринництво. Крім того, важливу роль відіграють харчова промисловість та лісозаготівельний сектор.

## Адміністративний поділ
До складу мікрорегіону входять 27 муніципалітетів, серед яких:
- Фредеріку-Вестфален
- Палмітал
- Віста-Алегре
- Айрасан
- Родею-Боніту

## Культура та традиції
Регіон відзначається багатою культурною спадщиною, значний вплив мають європейські іммігранти, зокрема німці, італійці та португальці. У багатьох містах проводяться традиційні фестивалі, пов'язані з сільськогосподарським календарем та культурними звичаями переселенців.

## Туризм
Популярними серед туристів є природні заповідники, річкові пляжі та історичні місця, що відображають багатонаціональну спадщину регіону. Також популярні еко-туризм та агротуризм.